# مؤسسة إيرث ووتش
مؤسسة إيرث ووتش هي جمعية خيرية عالمية مهتمة بالبيئة تأسست عام 1971 تحت اسم «البعثة التعليمية الدولية» قرب بوسطن في الولايات المتحدة من قِبل روبرت أ. سيترون وكلارنس تروسديل، ثم أشرفت على مدارس فيرمونت العامة. تعد واحدة من أكبر مؤسسات إكتتاب سندات الضمان للبحث العلمي الميداني في علم الآثار وعلم المتحجرات والأحياء البحرية والتنوع الاحيائي والانظمة البيئية والاحياء البرية. خلال أكثر من اربعين سنة، قدمت المؤسسة نماذجاً علمية متشاركة فريدة من نوعها بهدف جمع التبرعات وتعيين الافراد والطلاب والتدريسيين وزملاء الشركات للمشاركة في البحث الميداني المهم في فهم استجابة الطبيعة للتغير العالمي المتسارع. ساعدت ابحاث مؤسسة ايرث ووتش مئات طلاب الدكتوراة حول عشرات الدول، حيث وصلت إلى أكثر من مئة الف ساعة في عمل الابحاث سنوياً.
تهدف مؤسسة ايرث ووتش إلى «مشاركة الناس حول العالم في البحث العلمي الميداني والتثقيفي لتعزيز فهم وإتخاذ الاجراء المناسب لإدامة البيئة».
تخضع مشاريع مؤسسة ايرث ووتش العلمية لمراجعة الأقران، يبدأ صاحب شهادة الدكتوراة بالبحث الميداني مما يعطي الفرصة للمواطنين للإنضمام لفرق البحث حول العالم لجمع البيانات الميدانية في المناطق مثل حماية الاحياء البرية ودراسة بيئة الغابات المطرية وعلوم البحار وعلوم الآثار.
عن طريق الدفع لقضاء الوقت في مشروع معين (بالترتيب من عدة أيام إلى اسابيع عديدة)، يدعم المتبرعون والشركات والمؤسسات البحث الميداني بالغ الأهمية مالياً وعن طريق توفير الايدي العاملة لجمع البيانات. يكتسب المشاركون خبرة التجربة المباشرة مع العلوم والعلماء ومناطق البحث الخاصة بمشاريعهم.

## التنظيم والتاريخ
تقع المقرات الرئيسية للمؤسسة في بوسطن (ماساشوستس)، وتقع مكاتبها في اوكسفورد (بريطانيا) وميلبورن (أستراليا) وطوكيو (اليابان) وهونغ كونغ (الصين).
تأسست مؤسسة ايرث ووتش تحت اسم البعثة التعليمية الدولية قرب بوسطن في الولايات المتحدة من قِبل روبرت أيه سيترون وكلارنس تروسديل، ثم أشرفت على مدارس فيرمونت العامة. عام 1972، انضم براين روزبرو للبعثة التعليمية الدولية كمتطوع وبعد ستة شهور أصبح رئيساً بدوام كامل للمؤسسة المُسماة حديثاً بمؤسسة ايرث ووتش.
منذ عام 1971، وظفت المؤسسة العالمية أكثر من 110 الف متطوع والذي انضموا للعلماء في الميدان بصفتهم باحثين مساعدين، ومن بينهم قضى المشاركون أكثر من 11 مليون ساعة من وقتهم في الصفوف الامامية للبحث البيئي حول العالم. دعمت مؤسسة ايرث ووتش أكثر من 50 رحلة استكشافية للابحاث الحيوية في قرابة الـ 40 دولة.

## مجالات البحث
يتشارك متطوعوا مؤسسة ايرث ووتش مع العلماء المرشدين في الميدان لإجراء بحوث قيمة في اربع مجالات حيوية:
- التغير المناخي - يعتبر التغير المناخي أحد اعظم تحديات الكوكب. تدعم مؤسسة ايرث ووتش الابحاث التي تعزز فهم تأثير تغيير المناخ على مختلف المناطق البيئية، وإيجاد طرق لمساعدة افراد المجتمع على تقليل تأثيرهم والتأقلم مع التغيرات.
- علم الآثار والثقافة – يسلط هذا البحث الضوء على التغيرات الجينية والبيئية والثقافية واللغوية مجتمعة والمُكتشَفة في المجتمعات الحيوية والحضارية الاصلية. تكشف تلك البرامج البحثية عن الماضي بطريقة تحمي المستقبل.
- الاحياء البرية والانظمة البيئية – تقع الحيوانات ومساكنها حول العالم تحت التهديد. يهدف هذا البحث إلى إنشاء خطط للحفاظ ومساعدة وحماية الكوكب وسكانه في ظل التطور المستمر للطبيعة الحالية.
- سلامة المحيط – يسعى هذا البحث إلى حماية الاحياء البحرية المتنوعة مع التركيز على تلك الاجزاء من المحيط التي سرعانما تتأثر بالمجتمع، مثل احياء السواحل المهددة بشكل كبير والتي تتضمن اشجار المانغروف والشعب المرجانية.

## حملات المؤسسة الاستكشافية
- إستكشاف نهر الامازون – تحسين الخطط اللازمة لإدارة وحماية الاحياء البرية المُجتمعية في المناطق الريفية في إقليم لوريتو الواقع في جمهورية البيرو لتسهيل عملية الصيد المناسبة للمجتمعات المحلية، وضمان المناطق المحمية الصعيد الوطني وحمايتها وتقديم التنازلات للعمل مع السكان المحليين وليس ضدهم.
- حيوانات مالاوي في محمية ماجيت البرية – كيف يمكننا تقديم المساعدة في عودة الحيوانات البرية في افريقيا في الإزدهار والعودة إلى مساكنها الاصلية؟
- علم آثار سهول منغوليا – ما هي الكنوز الاثرية التي تنتظر الباحثين في محمية ايك نارت الطبيعية في منغوليا؟
- تتبع مسار التنوع الاحيائي في البرازيل – ماذا يمكن للعلماء معرفته عن الحفاظ عن الطبيعة والتنوع الاحيائي عن طريق مراقبة تنقلات الاحياء البرية في البرازيل؟
- الفراشات والنحل في سلسلة جبال الهيمالايا الهندية – ماذا يخبئ التغير المناخي لسلسلة جبال الهيمالايا؟ يمكن معرفة ذلك عن طريق فحص حبوب اللقاح والمحاصيل التي تحتاجها.
- الفصائل اللاحمة في مدغشقر – برنامج الحفاظ والإنماء الذي يهدف إلى ضمان نجاة الحيوانات اللاحمة المتوطنة وفرائسها ومساكنها في حديقة انكرافانتسيكا الوطنية في مدغشقر والمناطق التي حولها، وبالتحديد حيوان الفوسا.
- التغيير المناخي واليُسروعات – أكثر من نصف الكائنات الحية الموصوفة في العالم تُشمل ضمن العمليات المشتركة بين النباتات والحشرات-اشباه الطفيليات، ومع ذلك لا زالت الفرضيات البيئية حول تنوع هذه العمليات تفتقر إلى الاختبارات النوعية. يتناول هذا المشروع كيفية تأثير التغيير المناخي واحوال الطقس الشديدة في عرقلة تنوع التفاعلات الغذائية الثلاثية للنبات، مؤدية إلى تفشي امراض النباتات، إضافة إلى ان عرقلة تنوع التفاعلات تتسبب في إختلال الانظمة البيئية وإضعاف اجهزة الانظمة البيئية.
- التغيير المناخي والمشاهد الطبيعية في غابات جزيرة بورنيو – تقييم التنوع الاحيائي وعمل النظام البيئي والمساحة التعويضية وقيمة المحافظة على الموارد ومتطلبات الترميم في الغابات المتدهورة وتصحر الغابات في بورنيو.
- التغيير المناخي في اطراف المنطقة القطبية الشمالية – يسعى المشروع إلى تحديد عواقب التغيرات البيئية الناجمة عن المناخ كمياً، والذي سيحدد حالة خط الشجر والتربة الصقيعية في مناطق الدراسة ومعرفة الإجراءات الرئيسية التي تؤثر عليها.
- التغيير المناخي في جبال ماكينزي – يتوقع العلماء رؤية التأثيرات الاعظم للاحتباس الحراري في المنطقة القطبية الشمالية. ماذا ستكون تلك التأثيرات تحديداً؟
- التغيير المناخي في غابة وايثام – علم بيئة الكاربون والحيوان – وهو جزء من برنامج شركة هونغ كونغ وشنغهاي للخدمات المصرفية (إتش بي سي أس) والذي يهدف لإيجاد الطرق اللازمة لتنظيم الغابات والذي سيحقق اقصى قدر من الفائدة المكتسبة مستقبلاً. دراسة تأثير تاريخ التجزئة والتنظيم على استجابة غابة المناخ المعتدل للمناخ في المملكة المتحدة.
- الحفاظ على الكوالا – دراسة استجابة حيوانات الكوالا للتغيرات البيئية في حديقة اوتواي الوطنية الكبيرة والمنطقة الخاصة المجاورة «ذا اوتوايز»، لتوفير معلومات بالغة الأهمية تهدف إلى الحفاظ على اعداد حيوانات الكوالا ومساكنها.
- الحفاظ على الفهود والقرود في جنوب افريقيا – المساعدة في الحصول على معلومات مهمة لحماية الفهود والقرود تحت تهديد الانقراض في جنوب افريقيا.
- المجتمعات المرجانية في جزر سيشل – على الرغم من كونها معروفة بصفتها أحد أكثر الانظمة البيئية ذات التنوع الاحيائي في العالم ولها قيمة اقتصادية عظيمة، تقع الشعب المرجانية تحت التهديد من قبل الظواهر الصناعية والطبيعية. يختبر هذا المشروع صفات اساسية للشعب المرجانية والمجتمعات المتعلقة بها، حول جزيرة كيريوز، بهدف تطوير معرفة استجابة الفصائل للتغيرات المناخية المستقبلية والتأثر بالمجتمع المحلي.
- السلاحف البحرية الكوستاريكية – معرفة سلوك السلاحف جلدية الظهر وتأثير النشاطات البشرية على تلك السلاحف في شواطئ ساحل المحيط الهادئ.
- مواجهة سكان نيو ميكسيكو في عصر ماقبل التاريخ – الانضمام لعمليات التنقيب الرائدة لمحاجر ما قبل التاريخ في جبل فاليس كالديرا واكتشاف طريقة تفاعل البشر مع الطبيعة البركانية قبل عشرة آلاف سنة.
- تنقيب الحضارة الرومانية في بريطانيا – التنقيب عن الموقع الروماني-البريطاني ذو الاهمية الكبيرة المجهول مسبقاً والذي أُكتشف في مقاطعة ديفون. تساهم الابحاث في هذا الموقع في فهم الحياة في العالم الروماني-البريطاني.
- اسكتشاف بركان نشط في نيكاراغوا – كيف يحدد بركان نشط هيئة العالم حوله؟ راقب فوهة بركان ماسايا لمعرفة ذلك.
- استكشاف الغابة العمرانية في بوسطن – تُصنع المدن من العمارات والشوارع – لكن بين هياكل الإنسان وضمنها توجد الاف الاشجار التي صنعت الغابة العمرانية.
- استكشاف الاسود وفرائسها في كينيا – هل يمكن لإدارة الثروة الحيوانية المُبتكرة تحقيق الإتزان بين الاسود والضواري الأخرى وفرائسها مجدداً لغابات السافانا الكينية؟
- متابعة عصافير داروين في جزر غالاباغوس – كيف يمكن للطعام المُقدم بواسطة البشر ان يغير شكل وجه عصفور داروين الشهير حرفياً في جزر غالاباغوس؟
- حراسة المياه العذبة هو مشروع بحثي يستخدم العلم المدني للتحقيق في انظمة صحة المياه البيئية حول العالم عبر مقياس لم تُسبق رؤيته. يستعين بالمواطنين لجمع بيانات حول نقاوة المياه عبر العالم، بالإضافة لبيانات من هونغ كونغ والبرازيل ومناطق أخرى تُستخدم في منشورات تُراجع من قبل اقرانهم في البحث.
- التحقيق في المخاطر التي تهدد الشيمبانزي في اوغندا – دراسة التفاعل بين الناس وحيوانات الشيمبانزي والانواع الأخرى في غابات اوغندا المطرية لتعزيز العلاقة بين فصائل القرود والبشر.